# Solidarietà democratica
Il Comitato di solidarietà democratica (noto come Solidarietà Democratica) è stato un movimento attivo nello scenario politico italiano nato a seguito dell'attentato a Palmiro Togliatti.
Esso fu fondato dall'Onorevole Umberto Terracini del PCI nell'agosto 1948 con l'intento di difendere le libertà democratiche e di fornire assistenza legale e sostegno materiale agli arrestati per motivi politici e alle loro famiglie, con particolare riferimento agli ex-partigiani attivi durante la Resistenza accusati nell'immediato dopoguerra di atti di violenza sommaria nei confronti di fascisti e avversari politici.
Ne facevano parte eminenti giuristi: oltre allo stesso Terracini, Lelio Basso, Leonida Casali, Giuliano Vassalli, Pasquale Filastò.
Organizzato per comitati provinciali, rimase operativo in alcuni casi fino alla fine degli anni sessanta.